# Sauce for the Gander (film 1916)
Sauce for the Gander è un cortometraggio muto del 1916 diretto da James W. Horne.
È l'ottavo dei quindici episodi del serial The Social Pirates prodotto dalla Kalem con Marin Sais e Ollie Kirkby.

## Produzione
Il film fu prodotto dalla Kalem Company.

## Distribuzione
Distribuito dalla General Film Company, il film - un cortometraggio in due bobine - uscì nelle sale cinematografiche USA il 15 maggio 1916.